# Грейсток, Элизабет, 6-я баронесса Грейсток
Элизабет де Грейсток (англ. Elizabeth de Greystoke; умерла в 1516) — английская аристократка, 6-я баронесса Грейсток в своём праве (suo jure) с 1487 года. Дочь сэра Роберта Грейстока и Элизабет Грей, внучка Ральфа де Грейстока, 5-го барона Грейстока. Рано потеряла отца, унаследовала семейные владения и права на баронский титул после смерти деда. Вышла замуж за Томаса Дакра, 2-го барона Дакра из Гисленда, который стал бароном Грейстоком jure uxoris.
В этом браке родились:
- Мабель, жена Генри Скрупа, 7-го барона Скрупа из Болтона[4];
- Элизабет, жена сэра Томаса Мусгрейва[5];
- Уильям, 3-й барон Дакр[3];
- Анна, жена Кристофера Коньерса, 2-го барона Коньерса[6];
- Мэри, жена Фрэнсиса Толбота, 5-го графа Шрусбери;
- Хамфри;
- Джейн.